# 52 (число)
52 (п'ятдеся́т два) — натуральне число між 51 і 53.

## Математика
- 5-е число Белла
- 252 = 4503599627370496

## У науці
- Атомний номер Телуру
- У Новому загальному каталозі позначається об’єкт NGC 52 — галактика типу Sc у сузір'ї Пегас.
- У Каталозі Мессьє позначається об'єкт Мессьє M52 - розсіяне скупчення типу I2r у сузір'ї Кассіопея.

## В інших сферах
- 52 рік; 52 рік до н. е., 1752 рік, 1852 рік, 1952 рік
- ASCII-код символу «4»
- 52 карти у колоді карт
- U.S. Route 52 - шлях у США між Південною Кароліною та Північною Дакотою
- Більшість календарних років мають 52 тижні, що дорівнює 364 дням, хоча тропічний рік становить 365,24 дня. Відповідно до стандарту ISO 8601, большість років мають 52 тижні, хоча деякі мають 53 тижні.
- Фортепіано має 52 білі клавіші
- Міжнародний телефонний код Мексики